# Dobrohošť

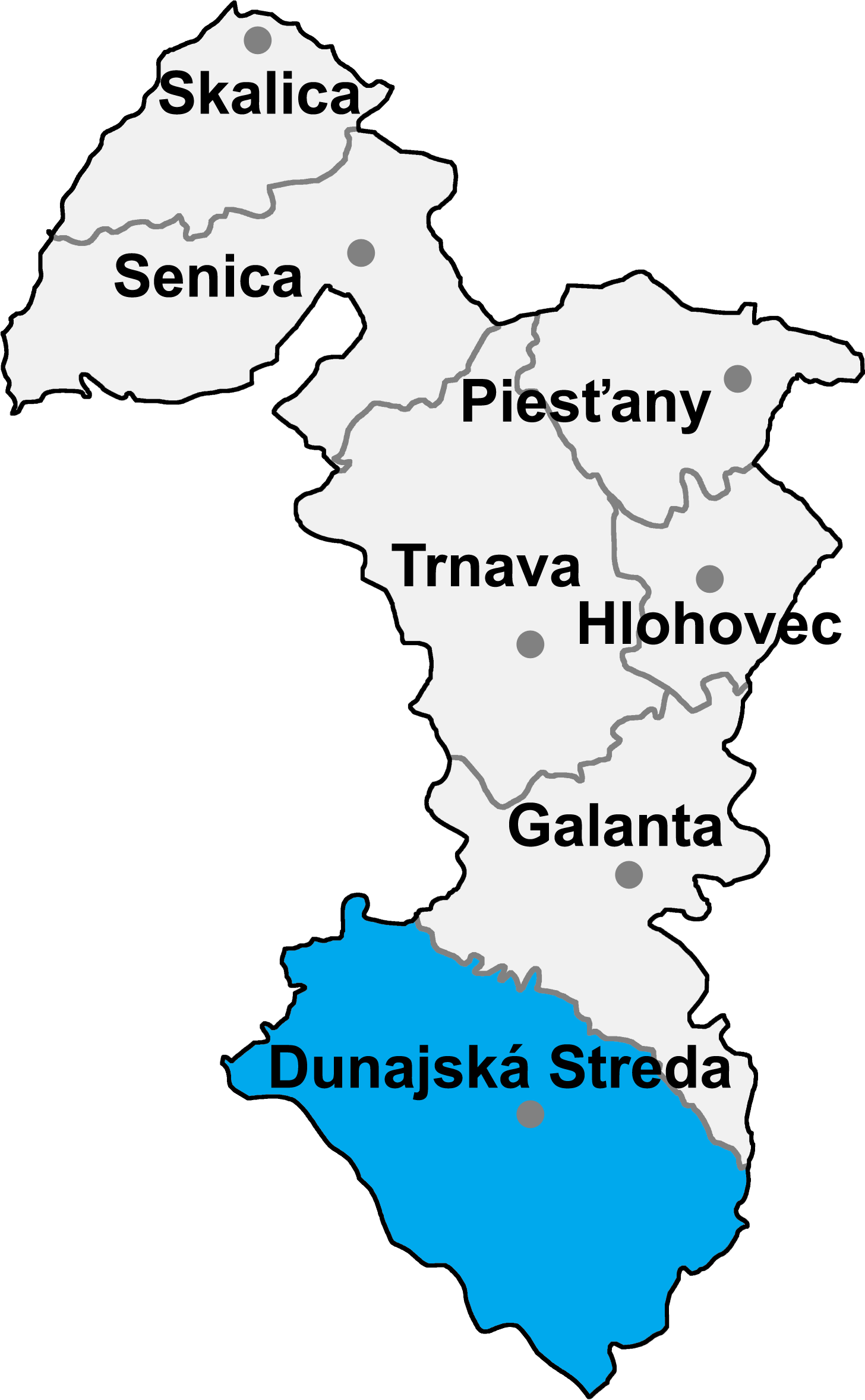
Localização de Dunajská Streda (distrito) na Trnava (região)

O Distrito eslovaco de Dobrohošť é um dos sessenta e quatro municípios que formam o Distrito de Dunajská Streda, situado na Região de Trnava, Eslováquia.

## Demografia
| Ano:        | 1994 | 2004   | 2014    | 2024    |
| ----------- | ---- | ------ | ------- | ------- |
| Broj ljudi: | 381  | 371    | 457     | 529     |
| Razlika:    |      | -2,62% | +23,18% | +15,75% |

| Ano:               | 2023 | 2024   |
| ------------------ | ---- | ------ |
| Número de pessoas: | 511  | 529    |
| Diferença:         |      | +3,52% |